# Edward Kofler
Edward Kofler (født 16. november 1911, død 22. april 2007) var en matematiker, der bidrog væsentligt til spilteori og fuzzy logic. 
Han var født Berezjany, Østrig-Ungarn (i dag Ukraine) og uddannet på Lwóws Universitet, Polen (i dag Lviv i Ukraine), hvor han læste matematik hos bl.a. Hugo Steinhaus og Stefan Banach med spilteori som specielle og på Krakóws Universitet, hvor han studerede pædagogik. I 1939 efter afsluttet studium vendte Kofler tilbage til familien i Kolomyja (i dag Kolomea i Ukraine) hvor han underviste matematik på et polsk gymnasium. Efter tysk besættelse af byen (1. juli 2007) lykkedes det ham sammen med sin hustru at flygte til Kasakhstan i Sovjetunionen. Her ledede E. Kofler en polsk skole med barnehjem ved Alma-Ata. Efter krigens afslutning vendte han i 1946 med sin hustru hjem til Polen sammen med børnene fra hjemmet. E. Kofler genbosatte sig i Polen først i Opole og senere i Warszawa. Siden 1959 var Kofler ansat ved det økonomiske fakultet på Warszawas Universitet. I 1962 forsvarede han sin doktorafhandling Ph.D. med titlen: Økonomiske beslutninger ved anvendelsen af spilteori. I 1962 blev han lektor i økonometri ved det socialvidenskabelige fakultet på same universitet, specialiseret. 
I 1969 emigrerede Kofler til Zürich, Schweiz, hvor han var ansat på Institut für Empirische Wirtschaftsforschung ved Zürichs Universitet og videnskabelig rådgiver for Swiss National Science Foundation, (tysk: Schweizerische Nationalfonds zur Förderung der wissenschaftlichen Forschung). I Zürich i 1970 udviklede han sin teori om Lineær Partiel Information (eng: Linear Partial Information – LPI) der gør det muligt at træffe kvalificerede beslutninger på basis af fuzzy logic dvs. ufuldstændige eller uskarpe forhåndsinformationer. 
Kofler var gæsteprofessor ved Universiteter i Sankt Petersborg, Rusland (tidl. Leningrad), Heidelberg, Tyskland, McMaster University of Hamilton, Ontario, Canada og Leeds, England. Han samarbejdede med mange velkendte specialister indenfor informationsteori, som f.eks. Oskar R. Lange i Polen, Nicolai Vorobiev i Sovjetunionen, Günter Menges i Tyskland og Heidi Schelbert og Peter Zweifel i Zürich. Kofler skrev mange bøger og artikler. Han døde i Zürich. 

## Publikationer
- Set theory Considerations on the Chess Game and the Theory of Corresponding Elements, Mathematic Seminar at the University of Lvov, 1936
- On the history of mathematics – book, 339 pages, Warszawa 1962 and Budapest 1965
- From the digit to infinity – book, 312 pages, Warszawa 1960
- Economic decisions and the theory of games – Thesis, University of Warszawa 1961
- Introduction to game theory – book, 230 pages, Warszawa 1962
- Optimization of multiple goals, Przeglad Statystyczny, Warszawa 1965
- The value of information – book, 104 pages, Warszawa 1967
- (Sammen med H. Greniewski og N. Vorobiev) Strategy of games, book, 80 pages, Warszawa 1968
- "Das Modell des Spiels in der wissenschaftlichen Planung" Mathematik und Wirtschaft No.7, Østberlin 1969
- Entscheidungen bei teilweise bekannter Verteilung der Zustände, Zeitschrift für OR, Vol. 18/3, 1974
- Konfidenzintervalle in Entscheidungen bei Ungewissheit, Stattliche Hefte, 1976/1
- "Entscheidungen bei teilweise bekannter Verteilung der Zustande", Zeitschrift für OR, Bd. 18/3, 1974, S 141-157
- "Konfidenzintervalle in Entscheidungen bei Ungewissheit", Statistische Hefte, 1976/1, S. 1-21
- (Sammen med G. Menges) Entscheidungen bei unvollständiger Information, Springer Verlag, 1976
- (Sammen med G. Menges) "Cognitive Decisions under Partial Information", in R.J. Bogdan (ed.), Local Induction, Reidel, Dodrecht-Holland, 1976<
- (Sammen med G. Menges) "Entscheidungen bei unvollständiger Information", volume 136 of Lecture Notes in Economics and Mathematical Systems. Springer, Berlin, 1976.
- (Sammen med G. Menges) "Stochastic Linearisation of Indeterminateness" in Mathematical Economics and Game Theory, (Springer) Berlin-Heidelberg-New York 1977, S. 20-63
- (Sammen med G. Menges) "Die Strukturierung von Unbestimmtheiten und eine Verallgemeinerung des Axiomensystems von Kolmogoroff", Statistische Hefte 1977/4, S. 297-302
- (Sammen med G. Menges) "Lineare partielle Information, fuzziness und Vielziele-Optimierung", Proceedings in Operations Research 8, Physica-Verlag 1979
- (Sammen med Fahrion, R., Huschens, S., Kuß, U. og Menges, G.) "Stochastische partielle Information (SPI)", Statistische Hefte, Bd. 21, Jg. 1980, S. 160-167
- "Fuzzy sets- oder LPI-Theorie?" in G. Menges, H. Schelbert, P. Zweifel (eds.), Stochastische Unschärfe in Wirtschaftswissenschaften, Haag & Herchen, Frankfurt-am-Main, 1981
- (Sammen med P. Zweifel)"Decisions under Fuzzy State Distribution with Application to the dealt Risks of Nuclear Power", in Hag, W. (ed.), Large Scale Energy Systems, (Pergamon), Oxford 1981, S: 437-444
- "Extensive Spiele bei unvollständiger Information", in Information in der Wirtschaft, Gesellschaft für Wirtschafts- und Sozialwissenschaften, Band 126, Berlin 1982
- "Equilibrium Points, Stability and Regulation in Fuzzy Optimisation Systems under Linear Partial Stochastic Information (LPI)", Proceedings of the International Congress of Cybernetics and Systems, AFCET, Paris 1984, pp. 233-240
- "Fuzzy Weighing in Multiple Objective Decision Making, G. Menges Contribution and Some New Developments", Beitrag zum Gedenkband G. Menges, Hrgb. Schneeweiss, H., Strecker H., Springer Verlag 1984
- (Sammen med Z. W. Kmietowicz, og A. D. Pearman) "Decision making with linear partial information (L.P.I.)". The Journal of the Operational Research Society, 35(12):1079-1090, 1984
- (Sammen med P. Zweifel, A. Zimmermann) "Application of the Linear Partial Information (LPI) to forecasting the Swiss timber market" Journal of Forecasting 1985, v4(4),387-398
- (Sammen med Peter Zweifel) "Exploiting linear partial information for optimal use of forecasts with an application to U.S. economic policy, International Journal of Forecasting, 1988
- "Prognosen und Stabilität bei unvollständiger Information", Campus 1989
- (Sammen med P. Zweifel) "Convolution of Fuzzy Distributions in Decision Making", Statistical Papers 32, Springer 1991, p. 123-136
- (Sammen med P. Zweifel) "One-Shot Decisions under Linear Partial Information" Theory and Decision 34, 1993, p. 1-20
- "Decision Making under Linear Partial Information". Proceedings of the European Congress EUFIT, Aachen, 1994, p. 891-896
- (Sammen med P. Zweifel) "Linear Partial Information in One-Shot Decisions", Selecta Statistica Vol. IX, 1996
- Mehrfache Zielsetzung in wirtschaftlichen Entscheidungen bei unscharfen Daten, Institut für Empirische Wirtschaftsforschung, 9602, 1996
- "Linear Partial Information with Applications". Proceedings of ISFL 1997 (International Symposium on Fuzzy Logic), Zürich, 1997, p.235-239
- (Sammen med Thomas Kofler) "Forecasting Analysis of the Economic Growth", Selecta Statistica Canadiana, 1998
- "Linear Partial Information with Applications in Fuzzy Sets and Systems", 1998. North-Holland
- (Sammen med Thomas Kofler) Fuzzy Logic and Economic Decisions, 1998
- (Sammen med L. Götte) "Fuzzy Systems and their Game Theoretical Solution", International Conference on Operations Research, ETH, Zürich, August 1998
- "Prognosen und Optimale Strategien in unscharfen Schachsituationen", Idee & Form No. 70, 2001 Zürich, pp. 2065 & 2067

## Eksterne link
- Hvordan anvender man Lineær Partiel Information (LPI) Arkiveret 20. maj 2011 hos  Wayback Machine
- Lineær Partiel Information (LPI) teori og dens anvendelser Arkiveret 6. juni 2011 hos  Wayback Machine
- Anvendelser af Lineær Partiel Information til USAs økonomiske politik Arkiveret 20. maj 2010 hos  Wayback Machine
- Praktiske beslutninger med anvendelse af Lineær Partiel Information(LPI) Arkiveret 26. november 2010 hos  Wayback Machine
- Stokastisk programmering med anvendelse af uskarp Lineær Partiel Information (LPI) Arkiveret 23. oktober 2007 hos  Wayback Machine
- (Webside ikke længere tilgængelig)